# Massacre do Rossio

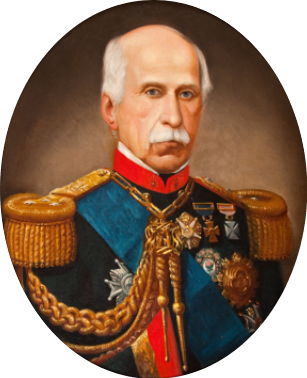
Marquês de Sá da Bandeira

O Massacre do Rossio teve lugar na noite de 13 de março de 1838, quando forças leais ao governo português do primeiro-ministro Sá da Bandeira sufocaram uma revolta de setores radicais da Guarda Nacional e apoiantes, que se reuniram na Praça do Rossio, no centro Lisboa. Cerca de 100 pessoas foram mortas e um número desconhecido ficou ferido. Os relatos contemporâneos coincidem sobre os acontecimentos que levaram ao massacre, mas diferem na descrição de como ocorreu e quem foram as vítimas.

## Antecedentes
Os líderes da Guarda Nacional estavam intimamente ligados à imprensa da oposição e aos clubes políticos liberais radicais de Lisboa. A Revolução de Setembro teve lugar quando a Guarda Nacional, reunida ilegalmente na Praça do Rossio, deu o seu apoio aos manifestantes em Lisboa que clamavam pela restauração da Constituição de 1822. Esta constituição previa uma única câmara legislativa e eleições diretas com direito ao voto relativamente alargado. A Carta Constitucional de 1826, em vigor na época da Revolução de Setembro, envolvia eleições indiretas que poderiam ser facilmente manipuladas pelo governo e  uma câmara alta, a Casa dos Pares.

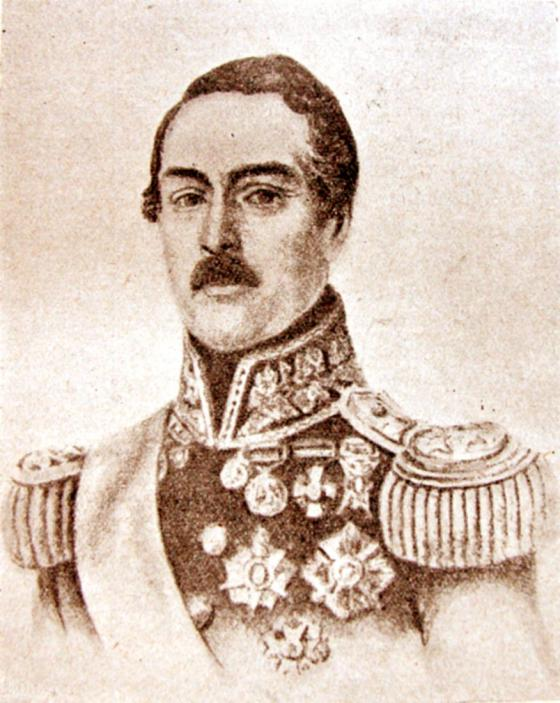
Conde de Bonfim

A Guarda Nacional também estava pronta para defender a Revolução de Setembro em novembro de 1836, quando o golpe da Belenzada ameaçou derrubar o governo. Em resposta, Sá da Bandeira convocou a Guarda Nacional para Campo de Ourique e preparou-se para marchar sobre o palácio real de Belém. Foi durante o golpe que um integrante da Guarda Nacional  disparou matando Agostinho José Freire. Ninguém foi depois levado à justiça por este assassinato e esta impunidade foi fonte de profundo mal-estar para muitos ministros e membros do Congresso Constituinte.:117:37–38
Em março de 1838, o Congresso estava a debater o sistema eleitoral a ser estabelecido pela nova constituição, que incluía a questão de definir se mantinham o direito de voto todos os que dele desfrutavam desde 1822.:164 À medida que os debates prosseguiam, a inquietação pública crescia devido ao lento progresso para a nova constituição e à ineficácia do governo.

## Revolta da Guarda Nacional

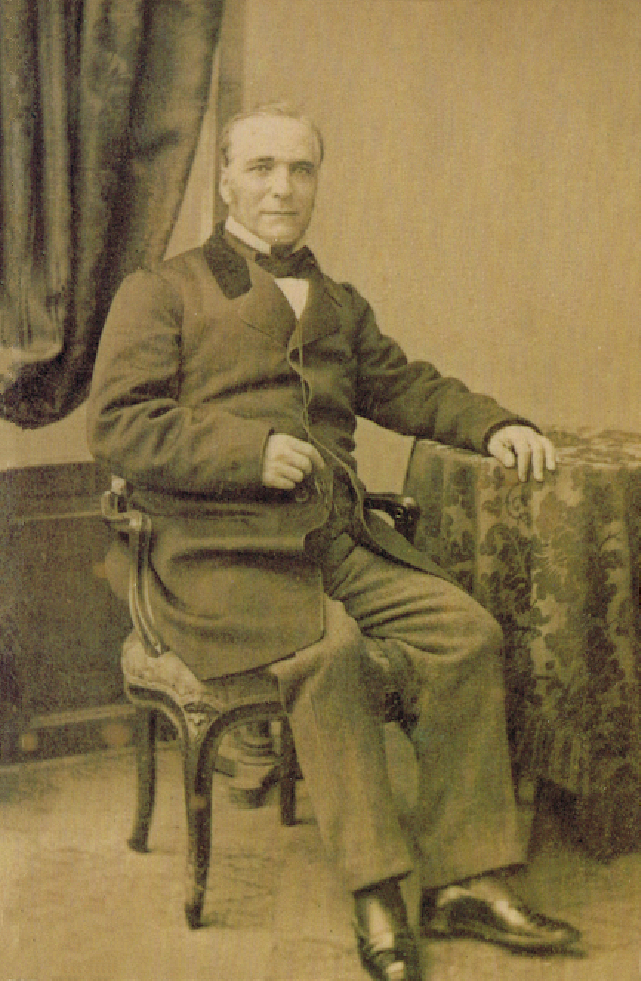
Costa Cabral

A situação acabou por culminar com a demissão do Ministro da Guerra, o Barão de Bonfim. As associações radicais e a Guarda Nacional temeram que tal permitisse à rainha Maria II nomear um novo governo que reimpusesse a Carta Constitucional de 1826. Para eles, tal seria uma traição à Revolução de Setembro.:165–6
Em 4 de março de 1838, o governador civil de Lisboa e comandante da Guarda Nacional, Francisco Soares Caldeira, convidou os comandantes militares a assinarem uma petição pedindo à Rainha que não nomeasse ministros que não fossem fiéis aos valores da Revolução de Setembro. Apesar de a maioria recusar, o batalhão do Arsenal comandado por Ricardo José Rodrigues França concordou. No dia seguinte, o batalhão enviou um comunicado ao Congresso Constituinte anunciando a sua lealdade à Rainha e a sua não confiança no governo.
A 8 de Março, soube-se que na véspera a Rainha tinha demitido Soares Caldeira e substituído-o como Governador civil de Lisboa por António Bernardo da Costa Cabral.:124 Em protesto, na manhã de 9 de março, os batalhões insurrecionais da Guarda sob o comando de Rodrigues França ocuparam o Arsenal. As tropas leais ao governo comandadas pelo Barão de Bonfim foram enviadas do Largo da Estrela para a baixa da cidade, onde cercaram o Arsenal. Para evitar o combate, os dois lados concordaram em negociar.

## A Convenção de Marcos Filipe

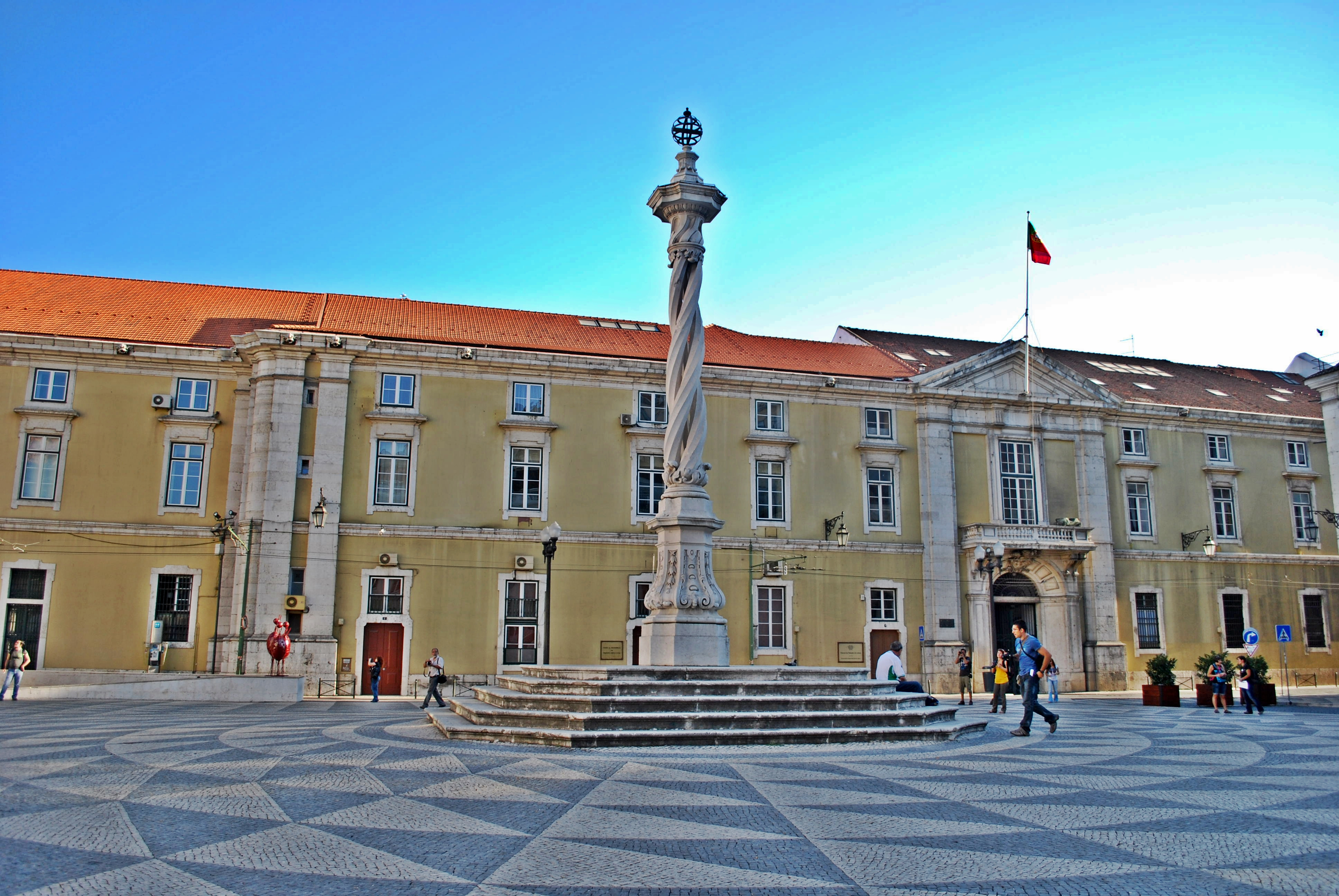
O edifício do Arsenal em Lisboa

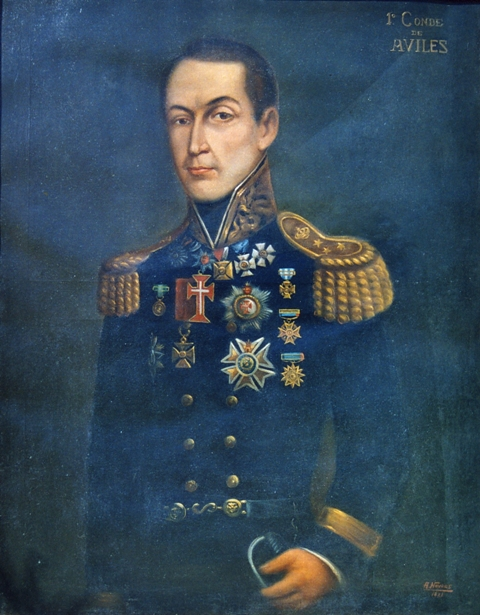
Visconde do Reguengo

As negociações decorreram entre Rodrigues França e o Visconde do Reguengo num café em frente ao Arsenal, café propriedade de Marcos Filipe. O acordo a que chegaram ficou depois conhecido como a "Convenção de Marcos Filipe". Continha quatro pontos:
- os rebeldes deixariam o Arsenal às 15h.
- uma guarda, escolhida entre os membros da Guarda Nacional, permaneceria na porta do Arsenal
- assim que os rebeldes se afastassem, as tropas do governo fariam o mesmo
- nenhuma ação seria desenvolvida contra os participantes dos acontecimentos do dia.[13]:130

Com este acordo, a Guarda Nacional deixou o Arsenal acompanhada por grande número de apoiantes de França e Caldeira, e marcharam até à Praça do Rossio, onde dispersaram.:4061 No entanto, naquela noite, Sá da Bandeira demitiu França e aboliu também os batalhões rebeldes da Guarda. Na manhã de 10 de março, um grande número de guardas furiosos reuniram-se perto do Arsenal, alegando que a demissão de França e a dissolução do batalhão do Arsenal violavam a Convenção.:4061
A 12 de março, Costa Cabral voltou a reunir-se com França, tendo este exigido a sua reintegração invocando que os lisboetas estavam decididos a apoiá-lo. Os seus apoiantes insistiram que a sua reinvestidura no cargo era o único meio de evitar uma revolução. :129–132 Costa Cabral informou então o governo que a Guarda Nacional continuava hostil, que uma revolta geral estava a ser preparada e que, em última análise, seria necessária a força armada para reassumir o controle. O governo tomou medidas em consonância.:135

## Levantamento a 13 de março

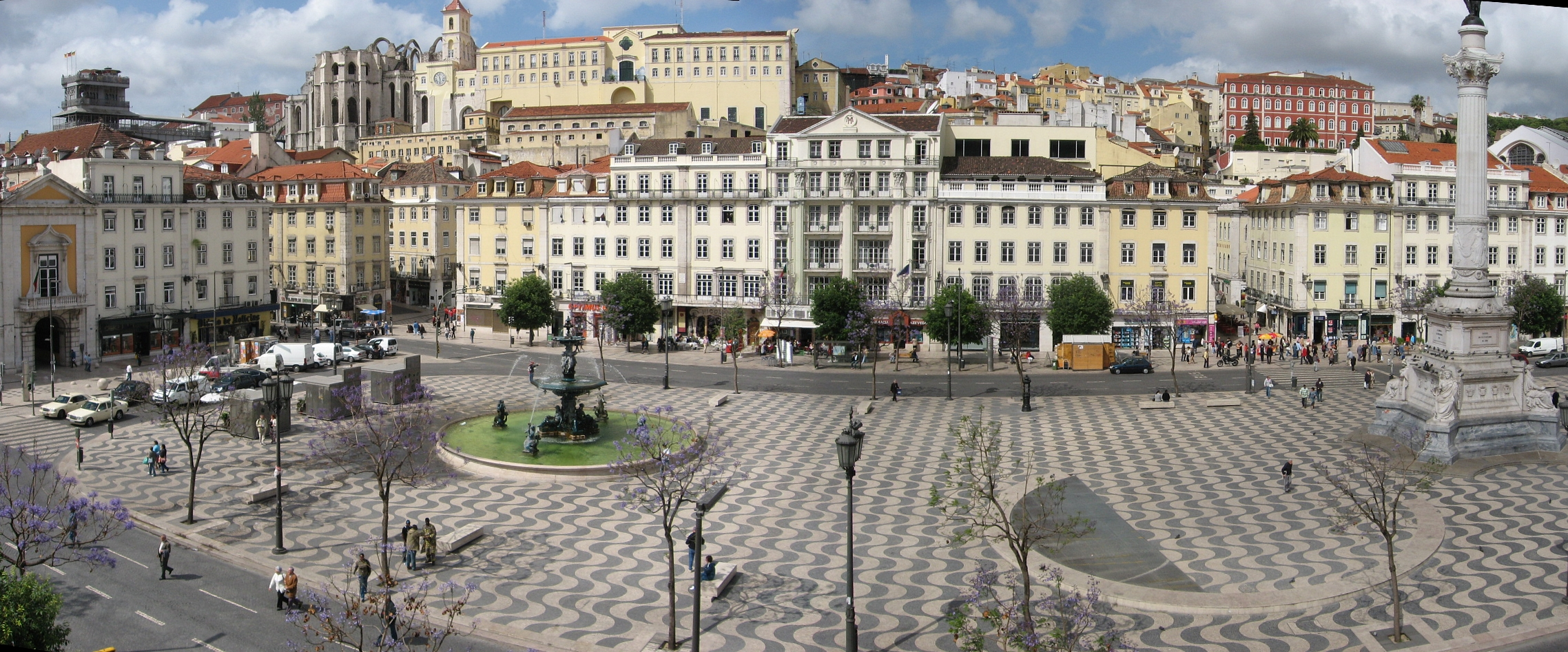
Praça do Rossio

No início da manhã do dia 13 de março, foi difundido um apelo nas ruas de Lisboa para as pessoas se juntarem à Guarda Nacional. Batalhões da Guarda Nacional começaram a marchar em direção ao palácio real, exigindo a reintegração de França. O governo estava preparado desta vez. Uma proclamação da Rainha convocou a Câmara Constituinte para o Palácio das Necessidades às oito horas da manhã, onde foi votado por unanimidade o apoio ao governo para anular o levantamento. Na sequência, forças governamentais comandadas pelo Conde de Bonfim, pelo Visconde de Reguengo e pelo próprio Sá da Bandeira reuniram-se no Largo da Estrela, de onde podiam defender tanto o edifício das Cortes (Palácio de São Bento) como a família real no Palácio das Necessidades.
No combate que se seguiu, houve vítimas mortais de ambos os lados.:4083 A Guarda Nacional foi desalojada das suas posições no Convento de Jesus, em frente ao Palácio de São Bento, e recuou para o topo do convento da Graça com seis peças de artilharia. Aqui tiveram de defrontar entre 600 a 1.000 soldados leais ao governo. Houve alguma luta corpo a corpo entre homens de ambos os lados, mas ninguém abriu fogo.:4083
Sá da Bandeira encontrou-se com os rebeldes e tentou persuadi-los a dispersar. Costa Cabral foi mais longe e aventurou-se entre os guardas a protestar contra eles, tendo escapado por pouco sem ferimentos.:138 No final, segundo uma fonte, os rebeldes concordaram em abandonar a sua posição, marchar até à Praça do Rossio e entregar as suas armas. De acordo com outra fonte, eles concordaram em dispersar apenas na condição de que pudessem voltar para casa com as suas armas.:4083

## Acontecimentos na Praça do Rossio
Soldados comandados pelo Conde de Bonfim já controlavam as ruas entorno da Praça do Rossio. Assim que os membros da Guarda Nacional chegaram à praça, segundo um relato, "certos anarquistas" encontraram o Visconde de Reguengo e os seus oficiais e abriram fogo contra eles com espingardas. Com isto, a luta estourou de novo, mas a Guarda Nacional foi facilmente derrotada, tendo os seus membros fugido quando a noite caiu, abandonando as suas armas enquanto fugiam.
Segundo outra fonte, os guardas desciam da Graça e tinham chegado ao fim da Rua dos Cavaleiros onde se depararm com um esquadrão de tropas sob o comando de Sá da Bandeira. Houve uma disputa sobre se os guardas poderiam continuar a marchar em formação; Sá da Bandeira recusou-se a permitir que o fizessem, e entre as fileiras dos guardas houve apelos para abrir fogo contra ele. Acabaram por ser autorizados a marchar para a Praça do Rossio em formação, conforme queriam, mas quando chegaram à Praça, um grande número deles não dispersou.:4083
Ao cair da noite, um esquadrão de cavalaria apareceu na praça da Travessa de São Domingos. Um tiro foi disparado, pela Guarda Nacional, segundo alguns, ou pelas tropas do governo, segundo outros. Simultaneamente, uma companhia da Guarda Municipal, vinda da Rua da Palma, disparou apressadamente em massa, atingindo principalmente a massa de populares que se aglomerava na praça, apenas por curiosidade ou para tratar dos seus negócios. Os tiros irromperam então dos dois lados, tendo os guardas disparado dois tiros com as peças de artilharia que tinham trazido da Graça. Finalmente, após muitas baixas, a confusão, o barulho e a escuridão permitiram a quem estava na praça escapasse por várias vias.:4083
Segundo o relato do próprio Sá da Bandeira ao Congresso Constituinte, o governo considerou fundamental enfrentar a ameaça rebelde antes do anoitecer, pois os guardas poderiam receber reforços, ou fortalecer as suas posições, tornando muito mais difícil a sua dispersão.:140 Ele também se havia aventurado entre os rebeldes na Graça, tendo sido bem recebido por eles. Na verdade, eles pediram-lhe que os acompanhasse até ao Rossio e ele marchou à sua frente no caminho. Desta forma, dois batalhões da Guarda Nacional chegaram ao Rossio, onde Sá da Bandeira convidou os  comandantes da Guarda a entrarem  numa casa com ele para acordarem a melhor forma de dispersarem rapidamente, regressando todos pacificamente a sua casa. Enquanto discutiam isto, foram ouvidos tiros de mosquete do lado de fora e a reunião terminou. Segundo Sá da Bandeira, a Guarda Nacional havia aberto fogo contra a vanguarda das tropas do governo, que marchavam no pressuposto de que os acontecimentos do dia tinham sido ultrapassados.:141 O relato dele não forneceu mais detalhes sobre o evento ou sobre os mortos e feridos.

## Desenvolvimentos posteriores
A resposta formal do governo ao levantamento não se concentrou no seu caráter armado, ou nas mortes e feridos, mas na indiscutível ilegalidade da Guarda Nacional se reunir contra as ordens expressas da Rainha. Desenvolveram-se esforços para averiguar quais os  comandantes que estiveram na origem deste passo crítico e quem estivera presente nas reuniões em que fora discutido, mas os próprios comandantes deram respostas evasivas e inúteis. Após subjugar os rebeldes, Costa Cabral teve o cuidado de não inflamar ainda mais os sentimentos dos outros batalhões, o que potencialmente dificultaria ainda mais a acção do governo. Foi decidido, portanto, não efectuar quaisquer prisões ou acusações contra nenhum dos comandantes da Guarda, antes encaminhar o assunto para uma comissão da Câmara Municipal de Lisboa, que deveria rever a composição e organização daquela corporação militar. :146–150 No entanto, em junho, o próprio Costa Cabral concluiu que a Câmara Municipal não tinha autoridade legal para realizar esta tarefa.:154–160 Houve outro incidente, mas muito menos grave, envolvendo elementos da Guarda Nacional, em 14 de junho de 1838, durante a procissão de Corpus Christi.:164
O Congresso Constituinte concluiu rapidamente o seu mandato e a Rainha prestou juramento à nova Constituição portuguesa de 1838 a 4 de abril. No mesmo dia, investiu Costa Cabral na Ordem da Imaculada Conceição de Vila Viçosa. :161 Reguengo e Bonfim receberam o título de conde. Além de recompensar os seus comandantes leais, a Rainha também perdoou alguns dos seus inimigos, concedendo amnistia a todos os atos após 10 de setembro de 1836 "concebidos para destruir as instituições proclamadas pela nação naquele período, para perturbar a ordem e desrespeitar  a autoridade real". Com isto, os dois marechais do exército exilados, Palmela e Saldanha regressaram a Lisboa. A amnistia excluía especificamente os "atos revolucionários", bem como os perpetrados pelos rebeldes Miguelistas
Bonfim tornou-se primeiro-ministro em 1839 e Costa Cabral liderou um golpe de Estado em 1842 que derrubou a ordem constitucional que ele defendera no Rossio.
Desconhece-se o que aconteceu a Francisco Soares Caldeira e Ricardo José Rodrigues França.

## Avaliação histórica
- “A morte, os ferimentos e a triste desilusão da sua inépcia foram os frutos desta ousada tentativa, e se não se sabe ao certo o número de vítimas nesse dia, isto é o resultado do interesse que os constitucionalistas portugueses têm em obscurecer as consequências de um cisma político que lhes trará o opróbrio eterno. " (R.J.O. Guimaraens, 'Revista historica de Portugal: desde a morte de D. João VI. Até o fallecimento do imperador D. Pedro, 1846) [15]
- “O massacre do Rossio passou a simbolizar o exercício do poder pelos democratas. Partindo de ideais absurdos, criaram uma situação de ingovernabilidade, exigindo o uso da força ”. (Fundação para Estudos e Formação Política do PSD, 2016) [21]
- “A chamada 'Revolta dos Arsenalistas' mostrou que a facção radical da Guarda Nacional de Lisboa, embora ativa e organizada, era apenas uma minoria. Após a supressão dos seus batalhões mais radicais, a Guarda Nacional de Lisboa tornou-se um mero instrumento do governo e deixou de ter capacidade de intervenção política. A sua derrota constituiu um momento importante na revolução porque indicava o fim de qualquer possibilidade de retomada do poder pela esquerda liberal”. (Arnaldo Pata, Revoluçao e Cidadania. Organização, Funcionamento e Ideologia da Guarda Nacional (1820-39), 2011) [12]
- “A retomada das negociações [com a Grã-Bretanha sobre o fim do tráfico de escravos] deveu-se em parte ... à drástica perda de força, após os acontecimentos de 13 de março, com o massacre do Rossio, do  movimento septembrista popular, nacionalista e anti-britânico, na Guarda Nacional." [22]